# Moramanga (distrikt)
Moramanga District är ett distrikt i Madagaskar.   Det ligger i regionen Alaotra Mangororegionen, i den centrala delen av landet, 80 km öster om huvudstaden Antananarivo.